# Neuville Saint Denis
Neuville Saint Denis is een fusiegemeente (commune nouvelle) in het Franse departement  Eure-et-Loir in de regio  Centre-Val de Loire. De plaats maakt deel uit van het arrondissement Chartres. Neuville Saint Denis is op 1 januari 2025 ontstaan door de fusie van de gemeenten Barmainville, Neuvy-en-Beauce en Rouvray-Saint-Denis. De hoofdplaats van de nieuwe gemeente is Rouvray-Saint-Denis.